# Tu Fu
Tu Fu (Du Fu) (kínai írással 杜甫; 712 – 770), a Tang-dinasztia (618–907) idején élt három legjelentősebb költő egyike, Li Paj (Li Bai) és Po Csü-ji (Bai Juyi) mellett. Li Paj (Li Bai) fiatalabb kortársa. A Tang-kor négy irodalomtörténeti korszaka közül a másodiké, a Seng-tang (Sheng Tang) („virágzó Tang-kor”) alkotója volt.

## Élete
Jelentős nagycsaládba született, ahonnan hivatalnokok származtak. Nagyapja, Tu Sen-jen (Du Shenyan) szintén híres költő volt. Tu Fu (Du Fu) gyerekkorától kezdve verselt, szerette a zenét, festőművészetet, kedvelte a lovaglást és vívást is.
Szigorú nevelésben részesült a konfucianizmus hagyományai szerint. 20 éves korában vándorútra kelt, és sok vidéket beutazott. Három év múltán, 735-ben a fővárosba, Lojangba utazott és hivatalnoki vizsgára jelentkezett, hogy a hagyományokat követve császári szolgálatba álljon, de megbukott. Ismét vándorútra kelt, a régi Kína romba dőlt kultúrközpontjait látogatta meg. Verseiben ábrázolta az iszonyú nyomort, amellyel vidéken találkozott. Tapasztalatai nyomán tanulmányokat írt a korabeli politikai helyzetről. 747-ben újra részt vett a hivatalnokvizsgán, ezúttal Csangan (Chang'an)ban, de - az összes jelölttel együtt - újra megbukott. A vizsgát vezető miniszterelnök be akarta bizonyítani a császárnak, hogy nincs szükség új jelentkezőkre.
Tu Fu (Du Fu) egy ideig még vándorolt, megnősült, majd visszatért a fővárosba. Családját kénytelen volt vidéken letelepíteni anyagi gondjai miatt. Szerény állásokat vállalt, verseivel sem tudott sikereket aratni, főleg azért, mert költeményeiben megírta az udvar eszeveszett pazarlását, dekadenciáját, és megjósolta a bekövetkezendő katasztrófát.
43 évesen végre sikerült megalázóan alacsony hivatali állást szereznie a trónörökös palotájában Csangan (Chang'an)ban. An Lu-san (An Lushan) felkelése idején a politikai zűrzavar (belső lázadások és külső támadások) miatt menekülni kényszerült, amikor maga a császár is elhagyta a fővárost. A felkelők elfogták, de alacsony rangja miatt nem bántották. Tíz hónapig bújkált az éhhalál küszöbén, majd sikerült eljutnia az új császár, Szu Cung (Sz Zong) udvarába, Szecsuanba. Családját is megtalálta, de szörnyű nyomorban, egyik fia éhen halt. Hűségéért a császár 757-ben magasabb beosztásba helyezte, de az újabb katasztrófát kilátásba helyező jóslatai miatt hamar kegyvesztetté vált.
Később, amikor egyik barátja lett Csengtu (Chengdu) kormányzója, oda költözött és végre nyugalomba jutott. Mintegy 1450 fennmaradt versének felét ebben az időben írta otthonában, egy kis faluban Csengtu (Chengdu) mellett. 
770-ben halt meg, egyes források szerint utazás közben, amikor csónakja a Jangcén eltűnt a ködben, illetve egy másik verzió szerint betegen találták a csónakban, és partra szállítása után egy nappal halt meg.

## Költészete
A Tang-dinasztia idején virágzó csintisi (jintishi) (új típusú, kötött tónusú vers) formáját kedvelte, a műfaj egyik nagyja volt. Versei klasszicizáló, bonyolult nyelvezetűek, klasszikus utalásokkal és szándékos kétértelműséggel.
Versei egyrészt felölelik a kínai költészet tipikus témáit: ezek az őszről, találkozásokról, az élet mulandóságáról stb. szólnak. Írt a feleségéről is, akit nagyon szeretett. Táj- és útleíró versei, valamint elbeszélő költeményein kívül vannak Li Pajról (Li Bairól) szólóak is. Vele a hagyomány szerint jó barátságban volt, valójában azonban ő állította így be kettejük kapcsolatát.
Az erősen konfuciánus meggyőződésű Tu (Du) legjelentősebb verseit korának társadalmi problémái ihlették. Várossiratói is arról tanúskodnak, hogy nagyon megviselte a pusztulás, amit maga körül látott. Már a belső lázadások idején bírálta a gazdagok fényűző életmódját és a császári udvart. Kritikai stílusára a kifinomult nyelvezet és humor jellemző.
Több mint 1400 verse maradt ránk, amelyek tükrözik a Tang-kor társadalmi folyamatait, a virágzástól a hanyatlásig. Tu Fu (Du Fu) saját korában nem volt ismert, a következő században, Li Pajjal (Li Baijal) együtt fedezték fel, és sorolták a legjobb költők közé.

## Magyarul
- Tu Fu versei; ford. Illyés Gyula et al., vál., bev., jegyz. Csongor Barnabás; Új Magyar Kiadó, Bp., 1955
- Li Taj-po, Tu Fu, Po Csü-ji versei; ford. András László et al., vál., jegyz. Csongor Barnabás; Európa, Bp., 1976 (Lyra mundi)